# Brinzio
Brinzio là một đô thị ở tỉnh Varese trong vùng Lombardia, có cự ly khoảng 60 km về phía tây bắc của Milano và khoảng 8 km về phía tây bắc của Varese. Tại thời điểm ngày 31 tháng 12 năm 2004, đô thị này có dân số 862 người và diện tích là 6,4 km².
Brinzio giáp các đô thị: Bedero Valcuvia, Castello Cabiaglio, Induno Olona, Rancio Valcuvia, Valganna, Varese.